# Chambres en ville
Chambres en ville est un téléroman québécois en 188 épisodes de 25 minutes, puis 50 minutes scénarisé par Sylvie Payette et diffusé entre le 7 septembre 1989 et le 9 avril 1996 sur le réseau TVA.

## Synopsis
Le téléroman raconte la vie des locataires d'une résidence étudiante. Avec les jeunes qu'elle accueillait en pension dans sa maison, Louise a certainement joué tous les rôles et les professions possibles : mère, infirmière, confidente, psychologue, agente de probation, etc. Tous ces jeunes étudiants l'aimaient bien et ce n'est pas pour rien que la plupart revenaient à chaque année. Certains finissaient par voler de leurs propres ailes, notamment Pete, Lola, Geneviève et Marc-André qui emménagent ensemble dès la troisième saison, mais Louise restait toujours disponible pour eux.
Malgré tous leurs sentiments pour elle, ils réussissaient à lui en faire voir de toutes les couleurs; guerres entre pensionnaires, amour (souvent surpris en pleine action!), maladie (on introduit le sida par le personnage de Caroline), tours et gaffes, etc. Et ce cher Pete réalisait plus que sa part de frasques et de renversements !

## Production
L'engouement qu'a rapidement créé la série (2,5 millions de téléspectateurs), a fait en sorte que TVA a demandé à l'auteur de faire passer de 30 minutes à 60 minutes la durée des épisodes entre la 1re et la 2e saison.

## Fiche technique
- Auteur et Scénario : Sylvie Payette
- Collaboration au scénario : Lise Payette
- Réalisation : Jacques Payette (saison 1), Marlène Lemire (saisons 2 à 7)
- Société de production : Productions Point de mire, Clipimages, Cléo-Clip

## Distribution
- Louise Deschâtelets : Louise Leblanc
- Francis Reddy : Pierre « Pete » Rodrigue Béliveau
- Anne Dorval : Lise « Lola » Corbeil
- Patricia Paquin : Geneviève Lacoste
- Gilbert Lachance : Marc-André Dumoulin
- Gregory Charles : Julien Philippe
- Cédric Noël : Étienne Dumas
- Francine Morand : Jeannine Gervais

Introduits dans la première saison
- Nathalie Rose : Alexandra Capuano (saisons 1 à 6)
- Danielle Leduc : Vanessa Ashley (saisons 1 à 4)
- Valérie Valois : Annik Senneville (saisons 1, 2 et une apparition dans la saison 4)
- Marcia Pilote : Josiane Martineau (saisons 1 à 3)
- Pascale Bussières : Marie Vincent (saisons 1 et 2)
- Widemir Normil : Georges Magloire (saisons 1 et 2)
- Lucie Laurier : Caroline Béliveau (saisons 1 et 2)
- Sophie Léger : Cassie William (saison 1)
- David La Haye : Alain (saison 1)
- Stéphane Demers : Denis Lapierre (saison 1)
- Julien Del Vecchio : Mathieu (saison 1)
- France Parent : Sophie (saison 1)
- Claude Préfontaine : père d'Alexandra Capuano (saison 1)
- Yvon Leroux : père de Pete Béliveau (saison 1)

Introduits dans la deuxième saison
- Claude Gauthier : Charles Moreau (saisons 2 à 7)
- Caroline St-Onge : Chloé Asselin (saisons 2 à 7)
- Isabelle Cyr : Hélène Cyr (saisons 2 à 7)
- Jasmin Roy : Mathias Bélanger (saisons 2 à 6)
- Daniel Dõ : Jean Phan (saison 2)

Introduits dans la troisième saison
- Vincent Graton : Gabriel Lévesque (saisons 3 à 7)
- Julie Deslauriers : Caroline Béliveau (saisons 3 à 7)
- Marie-Jo Thério : Laura Cyr (saisons 3 à 6)
- Christophe Truffert : Arnaud Valmaire de Fraison (saisons 3 et 4)
- Anik Pauzé : Fanny Grégoire (saisons 3 et 4)
- Jean-Emery Gagnon : Fred Côté (saisons 3 et 4)

Introduits dans la quatrième saison
- Marie-Soleil Tougas : Roxanne Léveillée (saisons 4 à 7)
- René Gagnon : Benoit Clamens (saisons 4 à 7)
- Christiane Pasquier : Ginette Corbeil (saison 4 à 7)
- Francis Bergonzat : Vidal Garcia (saisons 4 à 7)

Introduits dans la cinquième saison
- Marie-Josée Croze : Noémie Vanasse (saisons 5 à 7)
- Patrick Labbé : Olivier Séguin (saisons 5 à 7)
- Guillaume Lemay-Thivierge : Claude « Corneille » Cornelier (saisons 5 à 7)
- Gilles Doré : Fred Côté (saisons 5 à 7)
- Jennifer Aubry : Charlotte Éthier (saison 5 et 6)
- Jean-Pierre Matte : Richard Cyr, père d'Hélène et Laura (saison 5)
- Mireille Métellus : Mireille André (saison 5)

Introduits dans la sixième saison
- Abeille Gélinas : Moon Shadow (saisons 6 et 7)
- Jean-Marie Lapointe : Nicolas Chaumet (saisons 6 et 7)
- Michel Charette : Samuel (saison 6 et 7)
- Pascale Montpetit : Catherine Dumoulin (saison 6)

Introduits dans la septième saison
- Bruce Dinsmore : Simon Campbell
- Karen Elkin : Viviane Clamens
- Julie Larochelle : Marjolaine Thibeault
- Marie-Hélène Bastien : Daphnée A. Dumas
- Anne-Tsin Duval-Fraser : Anne-Tsin
- Félix Pigeon : Loup Béliveau (bébé)

## Épisodes

### Première saison (1989-1990)
1. Lola passe à l'attaque
2. Julien joue du couteau
3. Solidarité féminine
4. Les gars salivent
5. Passage mouvementé d'Alain
6. Cassie ne suit pas les plans
7. Cassie s'incruste
8. Arrestation d'Alain
9. Pete est inquiet
10. La mort d'un ami
11. Petit cadeau de Paris
12. Anniversaire de Louise
13. On a gagné la coupe !
14. Quand les hommes vivront d'amour
15. Oh, Caroline !
16. Les bulletins sont arrivés
17. Rapprochement amoureux
18. Une future maman à la pension
19. Vanessa se fait une amie !
20. Julien est humilié
21. Visite du futur papa
22. Lola prend le dessus
23. Annick reprend l'avance
24. Œuf et confiture au déjeuner
25. Gagnant ou pas ?
26. Un téléphone anonyme
27. Lola au banc des accusés
28. L'arrivée du bébé !
29. Ça sent les vacances
30. Départ pour l'été

### Deuxième saison (1990-1991)
1. Retour de vacances mouvementé
2. Le Roi des petits pois
3. Chère Caroline, courrier du cœur
4. Charles le ténébreux
5. Caroline vient aux nouvelles
6. Où est Louise
7. Retour de Louise
8. Vanessa au fond du baril
9. Lola claque la porte
10. Monsieur est malheureux
11. Choix difficile pour Josiane
12. 2 ans sans Lola?
13. Bon voyage Lola
14. Encore un départ ?
15. La belle Hélène
16. Semaine des MTS
17. Bébé, couche et tralala
18. Grève en vue
19. Vidéo d'Afrique
20. Coupable ? Plus de permis
21. On va passer à la télé
22. Un hold-up dramatique
23. Oh les mamans inquiètes !
24. Lola Lola
25. Reste avec moi Hélène
26. 9-1-1

### Troisième saison (1991-1992)
1. Gabriel et Fanny font leur entrée
2. Premier souper catastrophe
3. Caroline fait des vagues
4. Chloé se rebelle
5. Un amoureux insistant
6. Un peu d’autonomie, Vanessa!
7. Laura au parloir
8. Fred, un revenant ?
9. Un divan pour Fred
10. Un baiser dangereux
11. Hélène à l’hôpital
12. Où est Pete ?
13. Le retour du matou
14. Les adieux de Fred
15. En attendant…
16. Le secret de Gabriel
17. Ahhh l’amour
18. Lola as-tu du cœur ?
19. Visite du Baron
20. Fiançailles en vue
21. Pensée magique
22. Chloé doit prendre une décision
23. L’amour est si fragile
24. Étienne papa ?
25. Visite de Fred le Sage
26. Lola entre deux amours

### Quatrième saison (1992-1993)
1. La pension est à vendre?
2. La valse des chambres
3. Une visite ratée
4. Roxanne inquiète Lola
5. Gabriel met la bisbille
6. Pete et Lola, on pense à nous
7. Visite de la maman de Lola
8. Peine d'amour pour Caroline
9. Sauvons le café
10. Caroline est séropositive
11. Accident de moto
12. Arrivée de Daphnée
13. Roxanne, est-ce que tu m'aimes?
14. Premier show au café
15. Pete et Lola, séparation de biens
16. Chloé et Gabriel, grande intimité
17. Louise et Charles parlent de divorce
18. Pete et Roxanne, c'est l'amour
19. Hélène épousera-t-elle Vidal?
20. Pete est en prison
21. Visite de Vanessa
22. Pete va épouser… Roxanne?
23. Roxanne change d'idée
24. La chanson de Laura
25. Pete et Lola font des projets
26. Le mariage!

### Cinquième saison (1993-1994)
1. Arrivée de Noémie
2. Vaisselle et MTS
3. Tamtam de Corneille
4. Vaisselle et baignoire !
5. Étienne, Chloé et Noémie?
6. La chanson de Laura
7. Visite de Louise
8. Où est Corneille ?
9. Un autre mensonge de Vidal
10. Le vol
11. Mort du père
12. Consolations !
13. Une visite attendue
14. Dans les yeux de Caroline
15. C’est l’amour pour Gabriel
16. Soirée de filles
17. Caroline a 18 ans !
18. Mais que fait Louise ?
19. Charles est jaloux
20. Pete en flagrant délit ?
21. Le piège de Noémie
22. Heureuse ou heureux ?
23. Vidal va devoir partir
24. On apprend qui écrit les lettres
25. Louise et Benoît ?!?
26. C’est l’accident !

### Sixième saison (1994-1995)
1. Pete a une job !
2. Il est né le divin enfant
3. Un bec pour la route ?
4. Noémie prend ses aises
5. Catherine se sent coupable
6. Un fan club pour Julien
7. Chloé met ses culottes
8. Pete a bu
9. Visite de Mitsou
10. Caroline est inquiète
11. La mémoire revient
12. Oui, mon général !
13. Tu m’aimes-tu ?
14. Pete et Lola, ça ne va plus.
15. Lola s’en va
16. Noémie prend sa place
17. Lola débarque !!!
18. Oh Moon Shadow !
19. Départ de Catherine
20. Caroline a un malaise
21. Benoit cherche sa fille
22. Caroline enceinte ?
23. Leçons de Moon Shadow
24. Étienne a la varicelle
25. Fermeture de la pension !
26. Trois ans plus tard !

### Septième saison (1995-1996)
Cette saison, avec la finale de la sixième saison, fait un saut dans le temps de trois ans et demi.
1. Le Mensonge de Caroline
2. Samuel est un ange
3. Tensions entre Pete et Noémie
4. L'amour est dans l’air
5. L'Incendie
6. Négociations de divorce
7. Le Jeu de la vérité
8. Bonne Fête Roxanne
9. Ginette fait des plans
10. Pete part à Paris
11. Noémie fait de l'art ???
12. Un deuil pour Pete et Caroline
13. Bye bye Moon Shadow
14. Marjolaine la menteuse
15. Olivier, un voleur ?
16. Noémie dans le bain
17. Samuel est dévasté
18. Caroline dit oui
19. Etienne dans le rouge
20. Louise fait la grande demande
21. Bonne critique !
22. Jusqu’à ce que la mort nous sépare
23. Adieux
24. Surprise pour Olivier
25. Pete toujours amoureux de Lola
26. Déjà la fin !!!

## Audiences
Le dernier épisode a été regardé par 2 167 000 téléspectateurs.

## Produits dérivés

### DVD
- Première saison sortie le 8 décembre 2009
- Deuxième saison sortie le 22 juin 2010 et contient des entrevues en suppléments.
- Troisième saison sortie le 15 février 2011
- Quatrième saison sortie le 29 novembre 2011
- Cinquième saison sortie le 21 février 2012
- Sixième saison sortie le 8 mai 2012
- Septième saison sortie le 23 octobre 2012
- Le tout est distribué par TVA Films.

### Musique
Un album a été mis sur le marché en 1993.

## Récompenses
Aux Prix Gémeaux 1992, 1993 et 1996, Anne Dorval est nommée pour le Prix de la Meilleure interprétation premier rôle féminin: Téléroman.

## Bye Bye 2023
À l'occasion du Bye Bye 2023, Louise Deschâtelets, Francis Reddy, Anne Dorval, Patricia Paquin, Gilbert Lachance, Gregory Charles et Vincent Graton reprennent leur rôles respectifs 27 ans plus tard dans un décor minutieusement reconstitué en studio pour un sketch d'environ 3 minutes dans le contexte de la crise du logement au Québec,,. Étant indisponible, Anne Dorval a tourné ses scènes deux jours plus tard et incrustée au montage.